# Can Colomer (Canovelles)
Can Colomer és una masia de planta basilical al municipi de Canovelles (al Vallès Oriental) protegida com a bé cultural d'interès local. Can Colomer és considerat com un mas molt antic, però no hi ha cap document i no es coneix cap data de construcció. Res que pugui donar una idea de la seva història. Està situat prop de l'església de Canovelles, de Can Duran i de Can Castells, el mas dels Magarola, poderosa família en la història de Canovelles. El torrent de Fangas queda també molt a prop per la part oest de la masia. Consta de planta pis i golfes a la part central. La teulada és a dues aigües, de teula àrab, amb el tram central més elevat que els laterals. A la façana principal, a la planta baixa i al primer pis, hi ha tres obertures per pis disposades en el mateix eix; aquestes obertures són allandades excepte la porta d'accés que és un arc de mig punt adovellat. A les golfes hi ha una galeria formada per tres arcs de mig punt, el central més gran que els laterals. De la teulada sobresurt una gran xemeneia. El parament és de pedra sense picar amb morter. Als costats hi ha dos petits cossos adossats amb coberta a un vessant, paller i pou. A tocar del bosc encara hi queden les restes de la bassa i del seu aqüeducte.